# Store Lyngstilla
Store Lyngstilla est une île norvégienne du comté de Hordaland appartenant administrativement à Bømlo.

## Description
Rocheuse et désertique, elle s'étend sur environ 341 m de longueur pour une largeur approximative de 133 m. 